# کلیسای گئورگ مقدس (برکابر)
کلیسای گئورگ مقدس (ارمنی: Սուրբ Գևորգ եկեղեցի) یک کلیسا متعلق به کلیسای حواری ارمنی واقع در شهر برکابر، استان تاووش ارمنستان می‌باشد. ساخت و ساز این ساختمان در سده ۲۱ام میلادی؛ به پایان رسید. این بنا به سبک معماری ارمنی طراحی شده است.